# Надзвичайні і Повноважні Посли країн Австралії та Океанії в Україні
Надзвичайні і Повноважні Посли країн Австралії та Океанії в Україні.

## Австралія
- Список міністрів закордонних справ Австралії
- Посли Австралії в Україні:

1. Кевен Хоуг (Cavan Hogue) (1992—1994), з резиденцією в Москві[1]
2. Джеффрі Бентлі (Geoffrey Bentley) (1995—1998)
3. Рут Лоррей Пірс (Ruth Pearce) (1999—2002)
4. Леслі Роу (Leslie Rowe) (2002—2005)
5. Роберт Тайсон (Bob Tyson) (2005—2008)
6. Маргарет Тумі (Margaret Twomey) (2008—2009)
7. Майкл Джон Поттс (Michael Potts) (2009—2013), з резиденцією у Відні
8. Джейн Маргарет Данн (Jean Dunn) (2013—2015), з резиденцією у Варшаві
9. Даглас Траппетт (Doug Trappett) (2015—2016), з резиденцією в Києві.
10. Брюс Едвардс (Bruce Edwards) (2016—2017) т.п.
11. Меліса О'Рурк (Melissa O'Rourke) (2017—12.2020)[2]
12. Брюс Едвардс (Bruce Edwards) (2020—)[3]

## Нова Зеландія
1. Джеральд Макгі (Gerald Reginald McGhie) (1993), з резиденцією у Москві
2. Річард Вудс (Richard Woods) (1993—1996)
3. Джон Ларкіндейл (John Larkindale) (1996—1999)
4. Джеффрі Кеньон Уорд (Geoffrey Kenyon Ward) (1999—2003)
5. Стюарт Прайор (Stuart Prior) (2003—2006)[4]
6. Крістофер Елдер (Cristopher John Elder) (2006—2009)
7. Іен Хілл (Ian Hill) (2009—2012)
8. Хеміш Невілл Френсіс Купер (Hamish Neville Francis Cooper) (2013—2015)[5]
9. Венді Хінтон (Wendy Hinton) (2015—2017)[6], з резиденцією у Варшаві[7]
10. Мері Патріція Терстон (Mary Patricia Thurston) (2017—2021)[8][9]
11. Алана Роуз Хадсон (Alana Rose Hudson) (2021—2024)[10]